# Liste der denkmalgeschützten Objekte in Svidník
Die Liste der denkmalgeschützten Objekte in Svidník enthält die 18 nach slowakischen Denkmalschutzvorschriften geschützten Objekte in der Gemeinde Svidník im Okres Svidník.

## Denkmäler
| Foto |                 | Denkmal / č. ÚZPF                                                          | Standort / Konskr. Nr.                                    | Offizielle Beschreibung                 | Beschreibung                                                           | Metadaten                                                                  |
| ---- | --------------- | -------------------------------------------------------------------------- | --------------------------------------------------------- | --------------------------------------- | ---------------------------------------------------------------------- | -------------------------------------------------------------------------- |
| ja   | Datei hochladen | Denkmal(sk) ObjektID: 712-1283/1                                           | Standort KG: Svidník Konskr.Nr.:                          | padlí vojaci sov.armády; Pomník Svidník | für die Gefallenen der Sowjetarmee                                     | č. NKP: 712-1283/1 Stand des NKP: 2012-02-08 Name: POMNÍK                  |
| ja   | Datei hochladen | Plastik(sk) ObjektID: 712-1283/2                                           | Standort KG: Svidník Konskr.Nr.:                          | sov.vojak; Pamätník sov.arm.            | sowjetischer Soldat, Denkmal für Sowjetarmee                           | č. NKP: 712-1283/2 Stand des NKP: 2012-02-08 Name: PLASTIKA                |
| ja   | Datei hochladen | Wand mit Gedenktafeln(sk) ObjektID: 712-1283/3                             | Standort KG: Svidník Konskr.Nr.:                          | sov.armáda                              | Denkmal für Sowjetarmee                                                | č. NKP: 712-1283/3 Stand des NKP: 2012-02-08 Name: STENA S TABUĽAMI        |
|      | Datei hochladen | obere Terrasse(sk) ObjektID: 712-1283/4                                    | KG: Svidník Konskr.Nr.:                                   | II.sv.v., sov.voj.                      | WK II, sowjetische Soldaten                                            | č. NKP: 712-1283/4 Stand des NKP: 2012-02-08 Name: TERASA HORNÁ            |
| ja   | Datei hochladen | Plastik 1(sk) ObjektID: 712-1283/5                                         | KG: Svidník Konskr.Nr.:                                   | ľavá, sov.voj.                          | Sowjetsoldat links                                                     | č. NKP: 712-1283/5 Stand des NKP: 2012-02-08 Name: PLASTIKA I.             |
|      | Datei hochladen | Plastik 2(sk) ObjektID: 712-1283/6                                         | KG: Svidník Konskr.Nr.:                                   | pravá, sov.voj.                         | Sowjetsoldat rechts                                                    | č. NKP: 712-1283/6 Stand des NKP: 2012-02-08 Name: PLASTIKA II.            |
| ja   | Datei hochladen | untere Terrasse(sk) ObjektID: 712-1283/7                                   | KG: Svidník Konskr.Nr.:                                   | II.sv.v., sov.voj.                      | WK II, sowjetische Soldaten                                            | č. NKP: 712-1283/7 Stand des NKP: 2012-02-08 Name: TERASA DOLNÁ            |
|      | Datei hochladen | ?(sk) ObjektID: 712-1283/8                                                 | KG: Svidník Konskr.Nr.:                                   | prístupová, sov.voj.                    | Zugang ?, Sowjetsoldat(en)                                             | č. NKP: 712-1283/8 Stand des NKP: 2012-02-08 Name: KOMUNIKÁCIA             |
|      | Datei hochladen | Wall(sk) ObjektID: 712-1868/0                                              | KG: Svidník Konskr.Nr.:                                   | neskúmané; Hradisko                     | nicht untersucht                                                       | č. NKP: 712-1868/0 Stand des NKP: 2012-02-08 Name: HRADISKO                |
| ja   | Datei hochladen | Gedenktafel(sk) ObjektID: 712-1288/0                                       | 112 KG: Svidník Konskr.Nr.:                               | Kutuzov M.I.; 1745-1813,vojvodca        | an den russischen Generalfeldmarschall Michail Illarionowitsch Kutusow | č. NKP: 712-1288/0 Stand des NKP: 2012-02-08 Name: TABUĽA PAMÄTNÁ          |
| ja   | Datei hochladen | Verwaltungsgebäude(sk) Museum der ukrainischen Kultur ObjektID: 712-4087/0 | Centrálna ul. Standort KG: Svidník Konskr.Nr.: 258        |                                         |                                                                        | č. NKP: 712-4087/0 Stand des NKP: 2012-02-08 Name: BUDOVA ADMINISTRATÍVNA  |
| ja   | Datei hochladen | Kirche(sk) ObjektID: 712-248/1                                             | Duchnovičova ul. 192 Standort KG: Svidník Konskr.Nr.: 192 | gr.k.sv.Paraskevy                       | griechisch katholische Kirche St. Paraskeva                            | č. NKP: 712-248/1 Stand des NKP: 2012-02-08 Name: KOSTOL                   |
| BW   | Datei hochladen | Gedenktafel 1(sk) ObjektID: 712-248/2                                      | Duchnovičova ul. 192 Standort KG: Svidník Konskr.Nr.: 192 | Pavlovič A.I.; 1819-1900,spisovateľ     | an den hier verstorbenen Schriftsteller Alexander Pavlovič             | č. NKP: 712-248/2 Stand des NKP: 2012-02-08 Name: TABUĽA PAMÄTNÁ I.        |
| BW   | Datei hochladen | Gedenktafel 2(sk) ObjektID: 712-248/3                                      | Duchnovičova ul. 192 Standort KG: Svidník Konskr.Nr.: 192 | Polivka I.A.; 1866-1930,pedagóg,národo. | für I. A. Polivka, hier geb., Pädagoge                                 | č. NKP: 712-248/3 Stand des NKP: 2012-02-08 Name: TABUĽA PAMÄTNÁ II.       |
| ja   | Datei hochladen | Verwaltungsgebäude(sk) ObjektID: 712-10399/0                               | Duklianska ul. 28 KG: Svidník Konskr.Nr.: 160             |                                         |                                                                        | č. NKP: 712-10399/0 Stand des NKP: 2012-02-08 Name: BUDOVA ADMINISTRATÍVNA |
| ja   | Datei hochladen | Denkmal(sk) ObjektID: 712-1867/0                                           | Duklianska ul. 354 KG: Svidník Konskr.Nr.:                | Pavlovič A.I.; 1819-1900,spisovateľ     | für Alexander Pavlovič, Schriftsteller, Dichter, gr. kath. Priester    | č. NKP: 712-1867/0 Stand des NKP: 2012-02-08 Name: POMNÍK                  |
| ja   | Datei hochladen | Schloss(sk) ObjektID: 712-2344/0                                           | Partizánska ul. 0 KG: Svidník Konskr.Nr.:                 | Galéria D.Millyho                       | Millygalerie                                                           | č. NKP: 712-2344/0 Stand des NKP: 2012-02-08 Name: KAŠTIEĽ                 |
| ja   | Datei hochladen | Kirche(sk) ObjektID: 712-249/0                                             | Záhradná ul. 0 Standort KG: Svidník Konskr.Nr.: 435       | gr.k.Narodenia P.M.                     | griechisch katholische Kirche Mariä Geburt                             | č. NKP: 712-249/0 Stand des NKP: 2012-02-08 Name: KOSTOL                   |

## Legende
Die Tabelle enthält im Einzelnen folgende Informationen:
| Foto:                    | Fotografie des Denkmals. |
| Denkmal / č. ÚZPF:       | Die Übersetzung der Bezeichnung des Denkmals, wie sie vom Slowakischen Denkmalamt (Pamiatkový úrad Slovenskej republiky) verwendet wird. Die Originalbezeichnung ist unter dem Fragezeichen angegeben. Fehlt die Übersetzung, so wird die Originalbezeichnung direkt angezeigt. Weiters ist die Objekt-Identifikationsnummer (Objekt ID) angeführt. Sie ist die offizielle, in der Slowakei eindeutige Nummer č. ÚZPF inklusive der zugehörigen Zählnummer, wie sie in den Daten des Denkmalamtes angegeben wird. Da diese nur innerhalb eines Landkreises gezählt wird, ist dessen Nummer der Denkmalnummer vorangestellt. |
| Standort:                | Wenn in der Liste vorhanden, ist die Adresse angegeben. In Klammern kann sich noch eine zusätzliche Adresse befinden, wenn es beispielsweise ein Eckhaus ist. Bei freistehenden Objekten ohne Adresse (zum Beispiel bei Bildstöcken) ist eine Adresse angegeben, die in der Nähe des Objekts liegt. Durch Aufruf des Links Standort wird die Lage des Denkmals in verschiedenen Kartenprojekten angezeigt. Darunter sind die Katastralgemeinde (KG) und, wenn vorhanden, die Konskriptionsnummer (Konskr. Nr.) angegeben.                                                                                                   |
| Offizielle Beschreibung: | Es ist die Kurzbeschreibung auf Slowakisch, wie sie in den offiziellen Listen angegeben ist, eingetragen. |
| Beschreibung:            | Kurze Angaben zum Denkmal auf Deutsch. |
| Metadaten:               | Zusätzlich werden, wenn in den persönlichen Einstellungen das Helferlein Dauerhaftes Einblenden von Metadaten aktiviert ist, ebensolche angezeigt. |

- Karte mit allen Koordinaten:
- OSM |
- WikiMap